# 硫酸锌 (藥品)

硫酸锌是醫療上的營養補充品。用于治疗锌缺乏症和预防其它高風險危病症。如：与口服补液併用于治疗儿童腹泻。不建议常規日常使用。可以口服或静脉注射。
副作用包括可能腹痛、呕吐、头痛和疲劳。虽然正常剂量在怀孕和哺乳期是安全的，但大剂量補充的安全性仍不清楚。 肾脏疾病患者应小心補充。锌是人类和其他动物的必需矿物质。
硫酸锌早在 17 世纪就开始用於医疗上。它被列入世界卫生组织基本药物清单。硫酸锌同時是通用药物和非处方药。 发展中国家的批发成本约为每天 0.01 至 18 美元。在英国國民保健署十天的治疗费用约为 4.32 英镑。

## 外部連節
- . 藥物資訊網站. 美國國家醫學圖書館.